# Аріана Грінблатт
Аріана Грінблатт, також Ґрінблетт (англ. Ariana Greenblatt; 27 серпня 2007, Нью-Йорк) — американська акторка. Здобула популярність завдяки ролі Дафни Діас у серіалі Disney Channel «Застрягла посеред».

## Біографія
Народилася 27 серпня 2007 у Нью-Йорку. Її батько походить з єврейського роду ашкеназі, а мати — пуерториканка.  Її батько, дідусь і бабуся по батьковій лінії — бродвейські продюсери.
Свою першу роль Грінблатт отримала в 2015 році в серіалі «Лів і Медді», в якому зіграла Райну. З 2016 року виконувала головну роль Дафни Діас у серіалі «Stuck in the Middle». У фільмі кіновсесвіту Marvel 2018 року «Месники: Війна нескінченності» вона грає юну Ґамору, дорослу роль якої зіграла Зої Салдана.
У 2020 році Грінблатт озвучила молоду Велму Дінклі у анімаційному фільмі «Скубі-Ду!», а у 2021 році — старшу доньку Тіма Табіту у фільмі «Бебі Бос 2».
У 2023 році знялася в ролі Коа в науково-фантастичному трилері «65», а також з'явилася в ролях Саші у фільмі «Барбі» і молодої Асоки Тано в серіалі «Асока» на Disney+.
У 2025 році вийшли фільми «Вулиця страху: Королева краси», де Грінблатт зіграла одну з основних ролей, та «Ілюзія обману 3», де акторка виконала другорядну роль.

## Фільмографія

### Фільми
| Рік  |    | Українська назва              | Оригінальна назва              | Роль                    |
| ---- | -- | ----------------------------- | ------------------------------ | ----------------------- |
| 2017 | ф  | Дуже погані матусі 2          | A Bad Moms Christmas           | Лорі                    |
| 2018 | ф  | Месники: Війна нескінченності | Avengers: Infinity War         | Ґамора в дитинстві      |
| 2020 | ф  | Айван, єдиний і неповторний   | The One and Only Ivan          | Джулія                  |
| 2020 | ф  | Любов і монстри               | Love and Monsters              | Мінноу                  |
| 2020 | мф | Скубі-Ду                      | Scoob!                         | Велма (голос)           |
| 2021 | ф  | Не спати                      | Awake                          | Матильда                |
| 2021 | ф  | На висотах Нью-Йорка          | In the Heights                 | Ніна в дитинстві        |
| 2021 | мф | Бебі бос 2                    | The Boss Baby: Family Business | Табіта Темплтон (голос) |
| 2023 | ф  | 65                            | 65                             | Коа                     |
| 2023 | ф  | Барбі                         | Barbie                         | Саша                    |
| 2024 | ф  | Бордерлендс                   | Borderlands                    | крихітка Тіна           |
| 2025 | ф  | Вулиця страху: Королева краси | Fear Street: Prom Queen        | Крісті Рено             |
| 2025 | ф  | Ілюзія обману 3               | Now You See Me 3               | Джун                    |

### Телебачення
| Рік       |    | Українська назва         | Оригінальна назва               | Роль                                            |
| --------- | -- | ------------------------ | ------------------------------- | ----------------------------------------------- |
| 2015      | с  | Лів і Медді              | Liv and Maddie                  | Райна (Епізод: 3x09)                            |
| 2016      | с  |                          | Legendary Dudas                 | дівчинка (Епізод: "King Sam/Karate Kids")       |
| 2016—2018 | с  | Застрягла посеред        | Stuck in the Middle             | Дафна Діас (45 епізодів)                        |
| 2022—2023 | мс | Бебі бос: Знову при ділі | The Boss Baby: Back in the Crib | Табіта Темплтон (голос, 16 епізодів)            |
| 2023      | с  | Асока                    | Ahsoka                          | юна Асока (Епізод: "Part Five: Shadow Warrior") |
| 2024      | с  | Секретний рівень         | Secret Level                    | Анна Спелункі (Епізод: "Spelunky: Tally")       |

## Нагороди і номінації
| Рік  | Нагорода                                    | Категорія                                        | Робота              | Результат | Пос.   |
| ---- | ------------------------------------------- | ------------------------------------------------ | ------------------- | --------- | ------ |
| 2021 | Hollywood Music in Media Awards             | Найкраща оригінальна пісня в анімаційному фільмі | "Together We Stand" | Номінація | [ 15 ] |
| 2023 | Асоціація кінокритиків Вашингтона           | Найкращий молодіжний перформанс                  | Барбі               | Номінація | [ 16 ] |
| 2023 | Нагороди Товариства кінокритиків Лас-Вегаса | Молодь у кіно — дівчина                          | Барбі               | Номінація | [ 17 ] |
| 2024 | Асоціація кінокритиків Music City           | Найкраща молода акторка                          | Барбі               | Номінація | [ 18 ] |
| 2024 | «Вибір критиків»                            | Найкращий молодий актор / акторка                | Барбі               | Номінація | [ 19 ] |
| 2024 | Гільдія кіноакторів                         | Найкращий акторський склад в ігровому кіно       | Барбі               | Номінація | [ 20 ] |
| 2024 | Товариство кінокритиків Сієтла              | Найкращий молодіжний виступ                      | Барбі               | Номінація | [ 21 ] |
| 2024 | CinemaCon                                   | Висхідна зірка року                              | Н/Д                 | Перемога  | [ 22 ] |